# Jiří Oliva (politik SOCDEM)
Jiří Oliva (* 28. srpna 1977 Brno) je český advokát a politik, od října 2024 místopředseda SOCDEM, od roku 2006 zastupitel města Brna (z toho v letech 2006 až 2014 radní města, v letech 2020 až 2022 náměstek primátorky a od roku 2022 opět radní města).

## Život
Po maturitě na Střední průmyslové škole slévárenské v Brně absolvoval magisterské studium na Právnické fakultě Masarykovy univerzity, kde rovněž následně složil rigorózní zkoušku a získal titul doktora práv.
V letech 2007 až 2020 působil v Brně jako advokát.
Jiří Oliva žije ve městě Brno, konkrétně v části Brno-střed. Je ženatý, má dceru Elizabeth. Mezi jeho záliby patří především aktivní sportování, historie, kosmologie, kvantová fyzika a cestování.

## Politické působení
V roce 1997 se stal členem České strany sociálně demokratické (od roku 2023 Sociální demokracie). Za stranu byl v komunálních volbách v roce 2006 zvolen zastupitelem města Brna. V listopadu 2006 se navíc stal radním města. V komunálních volbách v roce 2010 obhájil post zastupitele města a v listopadu 2010 též radního města. V komunálních volbách v roce 2010 též kandidoval do Zastupitelstva městské části Brno-střed, ale neuspěl.
Také v komunálních volbách v roce 2014 obhájil post zastupitele města, ve funkci radního však již nepokračoval. Zastupitelem města se stal i v komunálních volbách v roce 2018. Opět neúspěšně kandidoval i do Zastupitelstva městské části Brno-střed.
Na konci března 2020 rezignoval na post náměstka primátorky Oliver Pospíšil, dne 21. dubna 2020 byl zvolen jeho nástupcem. Stal se tak třetím náměstkem primátorky, do jehož gesce spadá oblast bytová a správy majetku. Zároveň se stal předsedou klubu zastupitelů za ČSSD a 1. místopředsedou městské organizace ČSSD v Brně.
V komunálních volbách v roce 2022 obhájil z pozice lídra kandidátky „ČSSD VAŠI STAROSTOVÉ“ post zastupitele města Brna. Kandidoval též do Zastupitelstva městské části Brno-střed, a to na kandidátce subjektu „Zdravý střed s podporou Sociální demokracie“, v tomto případě však neuspěl. V říjnu se stal radním města Brna.
V říjnu 2024 se stal místopředsedou SOCDEM.